# St. Jacobs
Pour les articles homonymes, voir St. Jacob.
St. Jacobs est une communauté situé au sud-ouest de l'Ontario, au nord de Waterloo dans le Canton de Woolwich, dans la Municipalité régionale de Waterloo.  C'est une destination populaire pour le tourisme, en raison de son patrimoine mennonite et quartier de commerce.  Le village est situé sur les rives de la rivière Conestogo, qui fut la source d'énergie pour le premier moulin du village.

## Tourisme et affaires
À trois kilomètres au sud de la ville se situe le Marché des Fermiers de St. Jacobs, une autre destination touristique populaire.  Les produits agricoles frais sont vendus à travers le domaine, et de nombreux fournisseurs proposent des vêtements, des jouets, des bonbons et d'autres marchandises.
St. Jacobs est aussi le siège social de Home Hardware, chaîne nationale avec plus de 1 000 magasins indépendants de matériel à travers le Canada, et fondé  dans le village en 1963.

## Histoire
Le nom original de St. Jacobs était Jakobstettel, qui signifie « Village de Jacob » en allemand  (son nom actuel en pennsilfaanisch est Yaakobschteddel).  Officiellement nommé en 1852, le « Saint » a été ajouté au nom dans l'intention de rendre le son plus agréable.  La pluralisation est en honneur des efforts combinés de Jacob Snider (1791-1865) et son fils Jacob Snider Jr (1822-1857), fondateurs du village. Le jeune Snider a été tué dans l'accident ferroviaire de 1857 sur le canal Desjardins.

## Sentiers et loisirs
Le Sentier Millrace (« bief de moulin »), un sentier récréatif qui est une partie du sentier transcanadien, suit le course de la rivière du village au barrage.  Il offre de nombreuses vues panoramiques de la rivière et du bief de moulin construit dans les années 1860 qui alimentait anciennement le moulin du village.  La longueur du sentier est 2,5 km.

## Personnalités de St. Jacobs
- Darryl Sittler, joueur de hockey sur glace de la Ligue nationale de hockey